# Associazione Calcio Sangiovannese 2005-2006
Questa pagina raccoglie le informazioni riguardanti l'Associazione Calcio Sangiovannese nelle competizioni ufficiali della stagione 2005-2006.

## Rosa
| N. |                    | Ruolo | Calciatore              |
| -- | ------------------ | ----- | ----------------------- |
|    | Italia (bandiera)  | A     | Francesco Baiano        |
|    | Italia (bandiera)  | A     | Cristian Biancone       |
|    | Italia (bandiera)  | D     | Riccardo Bolzan         |
|    | Italia (bandiera)  | C     | Cristiano Caleri        |
|    | Italia (bandiera)  | D     | Simone Calori           |
|    | Francia (bandiera) | C     | Younes Chaïb            |
|    | Italia (bandiera)  | C     | Andrea Corsi            |
|    | Italia (bandiera)  | C     | Ciro Danucci            |
|    | Italia (bandiera)  | P     | Giuseppe Di Masi        |
|    | Italia (bandiera)  | C     | Fabio Ferraresi         |
|    | Italia (bandiera)  | A     | Ernesto Luca Fiumicelli |
|    | Italia (bandiera)  | D     | Alessandro Fogacci      |
|    | Italia (bandiera)  | D     | Enrico Franchi          |
|    | Italia (bandiera)  | D     | Umberto Gardella        |
|    | Italia (bandiera)  | A     | Raffaele Giglio         |

| N. |                         | Ruolo | Calciatore            |
| -- | ----------------------- | ----- | --------------------- |
|    | RD del Congo (bandiera) | A     | Christian Kanyengele  |
|    | Italia (bandiera)       | D     | Luca Lacrimini        |
|    | Italia (bandiera)       | D     | Fabio Macellari       |
|    | Italia (bandiera)       | D     | Osvaldo Mannucci      |
|    | Italia (bandiera)       | C     | Francesco Mocarelli   |
|    | Italia (bandiera)       | A     | Lorenzo Morandini     |
|    | Italia (bandiera)       | C     | Alessio Morelli       |
|    | Italia (bandiera)       | D     | Gianluca Nocentini    |
|    | Italia (bandiera)       | P     | David Pierini         |
|    | Italia (bandiera)       | A     | Vincenzo Sarno        |
|    | Italia (bandiera)       | C     | Manuel Scalise        |
|    | Italia (bandiera)       | D     | Gianbattista Scugugia |
|    | Italia (bandiera)       | A     | Andrea Tacconelli     |
|    | Italia (bandiera)       | C     | Simone Vespignani     |
|    | Italia (bandiera)       | P     | Gianluca Vivan        |

## Risultati

### Serie C1

#### Girone di andata
| 28 agosto 2005 1ª giornata | Sangiovannese | 2 – 0 | Pisa |  |

| 4 settembre 2005 2ª giornata | Foggia | 0 – 2 | Sangiovannese |  |

| 11 settembre 2005 3ª giornata | Sangiovannese | 2 – 0 | Lanciano |  |

| 18 settembre 2005 4ª giornata | Acireale | 1 – 1 | Sangiovannese |  |

| 25 settembre 2005 5ª giornata | Sangiovannese | 5 – 3 | Gela |  |

| 2 ottobre 2005 6ª giornata | Sangiovannese | 1 – 0 | Frosinone |  |

| 9 ottobre 2005 7ª giornata | Juve Stabia | 1 – 1 | Sangiovannese |  |

| 16 ottobre 2005 8ª giornata | Sangiovannese | 1 – 1 | Martina |  |

| 23 ottobre 2005 9ª giornata | Perugia | 2 – 1 | Sangiovannese |  |

| 6 novembre 2005 10ª giornata | Sangiovannese | 1 – 3 | Grosseto |  |

| 13 novembre 2005 11ª giornata | Napoli | 4 – 1 | Sangiovannese |  |

| 20 novembre 2005 12ª giornata | Sangiovannese | 1 – 0 | Manfredonia |  |

| 27 novembre 2005 13ª giornata | Chieti | 0 – 1 | Sangiovannese |  |

| 2 dicembre 2005 14ª giornata | Sangiovannese | 1 – 0 | Massese |  |

| 11 dicembre 2005 15ª giornata | Pistoiese | 1 – 1 | Sangiovannese |  |

| 15 dicembre 2005 16ª giornata | Sangiovannese | 2 – 4 | Torres |  |

| 21 dicembre 2005 17ª giornata | Lucchese | 0 – 0 | Sangiovannese |  |

#### Girone di ritorno
| 8 gennaio 2006 18ª giornata | Pisa | 1 – 0 | Sangiovannese |  |

| 13 gennaio 2006 19ª giornata | Sangiovannese | 1 – 1 | Foggia |  |

| 22 gennaio 2006 20ª giornata | Lanciano | 2 – 4 | Sangiovannese |  |

| 29 gennaio 2006 21ª giornata | Sangiovannese | 2 – 1 | Acireale |  |

| 5 febbraio 2006 22ª giornata | Gela | 1 – 1 | Sangiovannese |  |

| 17 febbraio 2006 23ª giornata | Frosinone | 0 – 1 | Sangiovannese |  |

| 24 febbraio 2006 24ª giornata | Sangiovannese | 1 – 1 | Juve Stabia |  |

| 5 marzo 2006 25ª giornata | Martina | 0 – 0 | Sangiovannese |  |

| 12 marzo 2006 26ª giornata | Sangiovannese | 0 – 0 | Perugia |  |

| 19 marzo 2006 27ª giornata | Grosseto | 0 – 0 | Sangiovannese |  |

| 26 marzo 2006 28ª giornata | Sangiovannese | 1 – 1 | Napoli |  |

| 2 aprile 2006 29ª giornata | Manfredonia | 2 – 0 | Sangiovannese |  |

| 9 aprile 2006 30ª giornata | Sangiovannese | 1 – 0 | Chieti |  |

| 15 aprile 2006 31ª giornata | Massese | 0 – 0 | Sangiovannese |  |

| 23 aprile 2006 32ª giornata | Sangiovannese | 1 – 1 | Pistoiese |  |

| 30 aprile 2006 33ª giornata | Torres | 3 – 0 | Sangiovannese |  |

| 7 maggio 2006 34ª giornata | Sangiovannese | 0 – 0 | Lucchese |  |